# 特德·多伊奇
泰德·德克（Ted Deutch；1966年5月7日—）是美國的一位政治人物。自2013年開始，他是佛羅里達州第22選舉區選出的美國眾議院議員。他的黨籍是民主党。德克曾經是佛羅里達州參議院議員。